# Élection présidentielle guinéenne de 2020
L'élection présidentielle guinéenne de 2020 a lieu le 18 octobre 2020 afin d'élire le président de la République de Guinée.
Le président sortant Alpha Condé est réélu dès le premier tour pour un troisième mandat avec un peu moins de 60 % des suffrages exprimés, contre un peu plus de 33 % pour son principal opposant, Cellou Dalein Diallo. Le scrutin, très controversé, donne lieu à d'importantes manifestations anti gouvernementales dès la fin des opérations de vote.

## Contexte
Le président sortant Alpha Condé procède en 2020 à l'organisation très controversée d'un référendum constitutionnel sur l'adoption d'une nouvelle constitution, qui est approuvée par un peu moins de 90 % des votants. Outre le renforcement du régime présidentiel déjà en vigueur et l'allongement de la durée du mandat présidentiel de cinq à six ans, le contenu de la nouvelle loi fondamentale permet à Condé de se présenter pour un troisième mandat en remettant à zéro le compteur de ses mandats passés. Le vote référendaire est l'aboutissement de plusieurs mois de crise politique et de manifestations de grande envergure à l'encontre du projet, dont la répression fait plusieurs dizaines de morts.
Condé est désigné début août candidat de son parti, le Rassemblement du peuple de Guinée. Sa candidature est approuvée par la Cour constitutionnelle le 9 septembre.

## Système électoral
Le président de la République de Guinée est élu au scrutin uninominal majoritaire à deux tours pour un mandat de six ans renouvelable une seule fois. Si aucun candidat ne remporte la majorité absolue au premier tour, un second est organisé entre les deux candidats arrivés en tête quatorze jours après la proclamation des résultats du premier, et le candidat réunissant le plus de suffrages est déclaré élu.

## Résultats
|                          | Alpha Condé              | RPG                      | 2 438 815 | 59,50 |  |  |
|                          | Cellou Dalein Diallo     | UFDG                     | 1 372 920 | 33,49 |  |  |
|                          | Ibrahima Abé Sylla       | NGR                      | 63 676    | 1,55  |  |  |
|                          | Ousmane Kaba             | PADES                    | 48 623    | 1,19  |  |  |
|                          | Ousmane Doré             | MND                      | 46 235    | 1,13  |  |  |
|                          | Makalé Camara            | FAN                      | 29 958    | 0,73  |  |  |
|                          | Makalé Traoré            | PACT                     | 29 589    | 0,72  |  |  |
|                          | Abdoul Kabèlè Camara     | RGD                      | 22 507    | 0,55  |  |  |
|                          | Abdoulaye Kourouma       | RRD                      | 19 073    | 0,47  |  |  |
|                          | Moro Mandjouf Sidibé     | AFC                      | 10 362    | 0,25  |  |  |
|                          | Laye Souleymane Diallo   | PLP                      | 9 619     | 0,23  |  |  |
|                          | Bouya Konaté             | UDIR                     | 7 544     | 0,18  |  |  |
|                          |                          |                          |           |       |  |  |
| Votes valides            | Votes valides            | Votes valides            | 4 098 921 | 96,05 |  |  |
| Votes blancs et nuls     | Votes blancs et nuls     | Votes blancs et nuls     | 168 653   | 3,95  |  |  |
| Total                    | Total                    | Total                    | 4 267 574 | 100   |  |  |
| Abstention               | Abstention               | Abstention               | 1 099 624 | 20,49 |  |  |
| Inscrits / participation | Inscrits / participation | Inscrits / participation | 5 367 198 | 79,51 |  |  |

## Analyse et conséquences
Le scrutin se déroule dans le calme. La tension monte cependant rapidement dans le pays dans l'attente des résultats, avec des heurts dans la capitale Conakry entre forces de l'ordre et partisans du candidat de l'opposition Cellou Dalein Diallo, qui revendique sa victoire avant l'annonce des résultats officiels.
Le 24 octobre, les résultats officiels de la Commission électorale proclament Alpha Condé vainqueur avec 59 % des voix, devant Cellou Dalein Diallo qui en obtient quant à lui 33 %. Ce dernier ne les reconnait pas et revendique la victoire. Les affrontements reprennent dans les rues. Le 7 novembre, la Cour constitutionnelle rejette les recours de quatre autres candidats, dont Cellou Dalein Diallo, et proclame Alpha Condé élu pour un troisième mandat. Ce dernier prête serment le 16 décembre.